# Waipio
Waipio és una concentració de població designada pel cens dels Estats Units a l'estat de Hawaii. Segons el cens del 2000 tenia 11.672 habitants.

## Demografia
Segons el cens del 2000, Waipio tenia 11.672 habitants, 3.974 habitatges, i 2.873 famílies La densitat de població era de 3745,38 habitants per km².
Dels 3.974 habitatges en un 38,6% hi vivien nens de menys de 18 anys, en un 57,1% hi vivien parelles casades, en un 10,5% dones solteres, i en un 27,7% no eren unitats familiars. En el 20,9% dels habitatges hi vivien persones soles el 2,2% de les quals corresponia a persones de 65 anys o més que vivien soles. El nombre mitjà de persones vivint en cada habitatge era de 2,92 i el nombre mitjà de persones que vivien en cada família era de 3,41.
Per edats la població es repartia de la següent manera: un 26,2% tenia menys de 18 anys, un 9,3% entre 18 i 24, un 34,6% entre 25 i 44, un 23,4% de 45 a 64 i un 6,5% 65 anys o més.
L'edat mediana era de 33,9 anys. Per cada 100 dones hi havia 101,1 homes. Per cada 100 dones de 18 o més anys hi havia 100,05 homes.
La renda mediana per habitatge era de 61.276 $ i la renda mediana per família de 69.282 $. Els homes tenien una renda mediana de 41.943 $ mentre que les dones 31.840 $. La renda per capita de la població era de 24.451 $. Aproximadament el 3,3% de les famílies i el 4,1% de la població estaven per davall del llindar de pobresa.

## Poblacions més properes
El següent diagrama mostra les poblacions més properes.